# Adrian Ililau
Adrian Justin Jimena Ililau (* 21. April 2000) ist ein palauischer Leichtathlet, der sich auf den Sprint spezialisiert hat.

## Biografie
Adrian Ililau gewann bei den Mikronesienspielen 2018 die Goldmedaille mit der 4-mal-100-Meter-Staffel. Ein Jahr später startete er bei den Leichtathletik-Weltmeisterschaften über 100 m. Bei den Olympischen Spielen 2020 in Tokio, die 2021 ausgetragen wurden, schied Ililau im Wettkampf über 100 m trotz persönlicher Bestzeit von 11,42 s als Vorletzter seines Vorlaufs aus. Bei der Eröffnungsfeier war er zusammen mit der Schwimmerin Osisang Chilton der Fahnenträger der palauischen Mannschaft.
2017 nahm Ililau mit der palauischen U17-Basketballnationalmannschaft an der Ozeanienmeisterschaft teil.